# Klokner Loránd
Klokner Lóránd (Pozsony, 1932. július 16. – Komárom, 2025. február 8.) tanár, botanikus.

## Élete
Gadócon és Rakovicén végezte a középiskolát, 1952-ben érettségizett. A Szlovák Egyetem (ma Comenius Egyetem) Természettudományi Karán végzett. 1956-tól a komárom-gadóci Mezőgazdasági Műszaki Középiskola tanára, majd igazgatóhelyettese volt. 1971-től a természettudományok doktora (RNDr.).
Szorosan együttműködött a Duna Menti Múzeummal, melynek természettudományi gyűjteményeit gyarapította. Több természetileg értékes terület (például Bokros, Csicsói holtág) dokumentálása és felmérése fűződik nevéhez, amivel a természetvédelem területén szerzett elavulhatatlan érdemeket. A Szlovák Természetvédelmi Egyesület járási szervezetének vezetője volt.

## Elismerései
- 2000 Komárom - polgármesteri díj[3]

## Művei
- 1960 Állattan - tananyag a magyar tanítási nyelvű mezőgazdasági műszaki iskolák számára. Bratislava.
- 1960 Növénytan - tananyag a magyar tanítási nyelvű mezőgazdasági műszaki iskolák számára. Bratislava.
- 1960 Biokémiai gyakorlatok - tananyag a magyar tanítási nyelvű mezőgazdasági műszaki iskolák számára. Bratislava.
- 1963 Staré stromy okresu Komárno. Ochrana prírody a pamiatok. Bratislava.
- 1965 Povodeň a parky. Ochrana prírody a pamiatok. Bratislava.
- 1966 Z ochranarského mapovania v okrese Komárno. Ochrana prírody a pamiatok. Bratislava.
- 1971 Príspevok k poznaniu flóry pridunajských pahorkatín. Disszertáció. Prírodovedecká fakulta UK. Bratislava.
- 1974 Príspevok k poznaniu flóry pridunajských pahorkatín. Zborník SNM - Prír. vedy 20, 41-88.
- 1980 Štátna prírodná rezervácia Číčovské mŕtve rameno. Komárno.
- 1981 Flóra Štátnej prírodnej rezervácie Číčovské mŕtve rameno. Iuxta Danubium 3, 14-20.
- 1982 Odborné výsledky zo XVI.tábora ochrancov prírody (tsz. Szabóová Anna, Stollmann András)
- 1985 Flóra rekultivovaného slaniska "Bokroš". Iuxta Danubium 5, 35-47.
- 1993 Magyar-szlovák, szlovák-magyar mezőgazdasági szótár. Bratislava.
- 1997 Malý kľúč na určovanie vybraných druhov rastlín južného Slovenska. Komárno.
- 2007 A Komáromi Mezőgazdasági Középiskola parkjának rövid története és dendroflórája. A Magyar Kultúra és Duna Mente Múzeuma Értesítője 2 (2006), 189-194.